# Harbour of Tears
Harbour of Tears è il dodicesimo album in studio del gruppo rock progressivo britannico Camel, pubblicato nel 1996.

## Tracce
1. Irish Air – 0:57
2. Irish Air (Instrumental Reprise) – 1:57
3. Harbour of Tears – 3:13
4. Cóbh – 0:51
5. Send Home the Slates – 4:23
6. Under the Moon – 1:16
7. Watching the Bobbins – 7:14
8. Generations – 1:02
9. Eyes of Ireland – 3:09
10. Running from Paradise – 5:21
11. End of the Day – 2:29
12. Coming of Age – 7:22
13. The Hour Candle (A Song for My Father) – 23:00

## Formazione

### Gruppo
- Andy Latimer – chitarra, flauto, tastiera, voce
- Colin Bass – basso, cori
- Mickey Simmonds – tastiera

### Altri musicisti
- John Xepoleas – batteria
- David Paton – voce (in Send Home the Slates), basso
- Mae McKenna – voce (in Irish Air)
- Neil Panton – oboe, sassofono, armonium
- Barry Phillips – violoncello
- John Burton – corno francese
- Karen Bentley – violino
- Anita Stoneham – violino